# Patrick Farrelly
Patrick Farrelly (* 1770 in Irland; † 12. Januar 1826 in Meadville, Pennsylvania) war ein US-amerikanischer Politiker. Zwischen 1821 und 1826 vertrat er den Bundesstaat Pennsylvania im US-Repräsentantenhaus.

## Werdegang
Patrick Farrelly besuchte die öffentlichen Schulen seiner irischen Heimat. Im Jahr 1798 kam er in die Vereinigten Staaten. Nach einem Jurastudium und seiner 1803 erfolgten Zulassung als Rechtsanwalt begann er in Meadville in seinem neuen Beruf zu arbeiten. Politisch wurde er Mitglied der Ende der 1790er Jahre von Thomas Jefferson gegründeten Demokratisch-Republikanischen Partei. In den Jahren 1811 und 1812 saß Farrelly als Abgeordneter im Repräsentantenhaus von Pennsylvania. Während des Britisch-Amerikanischen Krieges war er Major der Staatsmiliz. 
Bei den Kongresswahlen des Jahres 1820 wurde Farrelly im 15. Wahlbezirk von Pennsylvania in das US-Repräsentantenhaus in Washington, D.C. gewählt, wo er am 4. März 1821 die Nachfolge von Robert Moore antrat. Nach zwei Wiederwahlen konnte er bis zu seinem Tod am 12. Januar 1826 im Kongress verbleiben. Seit 1823 vertrat er dort den 18. Distrikt seines Staates. In den 1820er Jahren schloss er sich der Bewegung um den späteren Präsidenten Andrew Jackson an; seit 1825 gehörte er der Fraktion der Jacksonians an. Sein Sohn John (1809–1860) wurde ebenfalls Kongressabgeordneter.